# Унеча (станція)
Уне́ча — вузлова залізнична станція 2-го класу Брянського відділення Московської залізниці на перетині ліній Брянськ — Гомель, Орша — Селецька. Розташована в однойменному місті Унеча.
До складу Унецького залізничного вузла входять станції Іпуть і Розсуха, роз'їзд Піщаники та недіючий колійний пост Південний Пост. Біля залізничного вокзалу станції Унеча розташований міжміський автовокзал.

## Історія
У січні 1883 року військовий міністр Петро Ванновський заявив про необхідність будівництва стратегічних залізниць через Полісся. Члени Особливої наради наказали Міністрові шляхів сполучення Костянтину Посьєту вжити всіх заходів до своєчасного (у трирічний термін) спорудження Поліських залізниць. Дільниці вводилися в експлуатацію одразу після завершення робіт.
1885 року розпочато будівництво 6-ї дільниці Поліських залізниць від Гомеля до Брянська. 8 серпня 1887 роки дільниця, яка сполучила Брянськ і Гомель з побудованою на неї проміжною станцією 3-го класу Унеча, була відкрита для регулярного руху поїздів.
У червні 1899 року на підставі указу імператора Миколи II для розвитку шляхів та будівництва складів на станції Унеча були відчужені прилеглі землі.
З 1900 року діяла вузькоколійна залізниця Унеча — Стародуб (Стародубська під'їзна колія).
1918 року побудована лінія Унеча — Сураж — Костюковичі (з 1923 року — станція Комунари), у 1923 році подовжена до Орші, внаслідок чого, Унеча стала вузловою станцією. У 1927 році лінія на Стародуб перешита на широку колію і одночасно частково спрямлена (від Унечі до станції Жеча, відкрита 1929 року) нова лінія пролягла за 2-4 км західніше старої).
У 1931 році лінія від Унечі подовжена до станції Крупець (через Хутір-Михайлівський) і, таким чином, остаточно сформувалася магістраль Орша — Харків.
Нині окремі дільниці лінії у напрямку Харкова демонтовані, тому з 2007 року пасажирський зупинний пункт Селецька неподалік від державного кордону з Україною є тупиковим.

## Пасажирське сполучення
На станції Унеча зупиняються поїзди далекого та приміського сполучення.
Приміські поїзди сполучають Унечу з містами і районими центрами Брянської області (Брянськ, Вигоничі, Почеп, Клинці та Новозибків).
У 2001—2002 роках припинено пасажирський рух до станції Стародуб, до Селецької (смт Біла Березка) — з 2013 року та станції Кричів I (поїзд скасований на ділянці Унеча — Сураж у 2014 році. Вказаними дільницями раніше курсували приміські поїзди з Унечі та Брянська, пасажирський рух нині здійснюється лише поїздами далекого сполучення без зупинок на проміжних станціях на дільницях Новозибків — Злинка (з 2016 року) та Новозибків — Климів (з 2007 року).